# Adetus nanus
Adetus nanus es una especie de escarabajo del género Adetus, familia Cerambycidae. Fue descrita científicamente por Fairmaire & Germain en 1859.
Habita en Argentina y Chile. Los machos y las hembras miden aproximadamente 5,5 mm. El período de vuelo de esta especie ocurre en los meses de enero, marzo y diciembre. 